# USS Congress (1799)

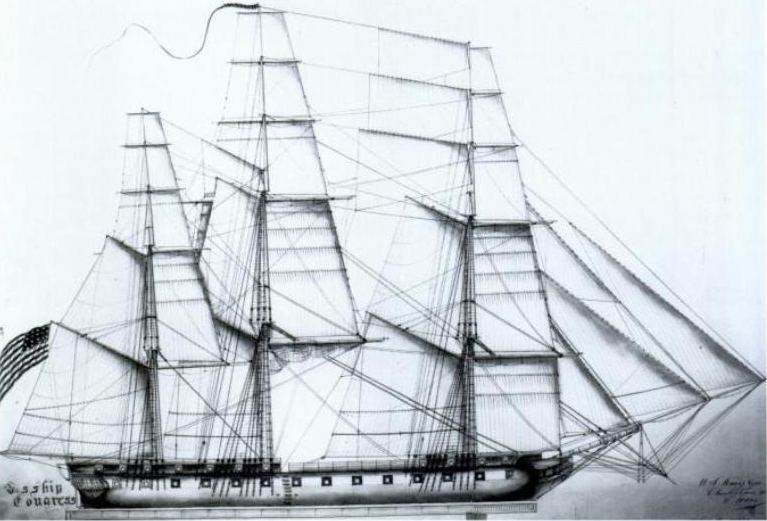
USS Congress

De derde USS Congress (1799) van de United States Navy, was een 38 kanonnen fregat. Ze nam actief deel in de strijd tegen de Franse kaapvaart omstreeks 1800, in de Eerste Barbarijse Oorlog en de Oorlog van 1812.

## Geschiedenis
De USS Congress werd gebouwd door de marinescheepsbouwer, James Hackett, te Portsmouth, New Hampshire op 27 maart 1794.
Haar constructie werd met een onderbreking, door een besluit van de vredesvoorwaarden, (Verdrag met Algerije, 1795) met Algiers, terug daarna hervat door het dreigende gevaar van een maritieme oorlog met Frankrijk. Ze werd te water gelaten op 15 augustus 1799, onder bevel van kapitein James Sever. De USS Congress was een van de zes oorspronkelijke fregatten waarvan de bouw door de Marinewet van 1794 werd besloten.
Na haar gehele afwerking te Portsmouth en Boston, vertrok de USS Congress naar Newport, Rhode Island in december 1799. Daarna vertrok ze naar zee om de Amerikaanse handelsvloot te beschermen tegen Franse kapers.
Ze begon haar maidentrip op 6 januari 1800, in samenwerking met het fregat de USS Essex, en begeleidden samen de koopvaardijschepen naar Oost-Indië. Doch, ze verloor haar scheepsmast toen ze zes dagen onderweg was.
Onverrichter zake moest ze terugkeren naar de Verenigde Staten.
Met de daaropvolgend gereed gekomen herstellingen in Hampton Roads, zeilde ze terug uit, deze keer naar West-Indië op 26 juli 1800.
Op 29 augustus heroverde ze het koopvaardijschip, de brik Experiment, die drie dagen voordien, door een Frans kaperschip werd gekaapt. Daarna kruiste ze op haar zeepost in de buurt van Santo Domingo, tot in de loop van het volgende jaar. In april 1801 keerde ze terug naar Boston en werd ze daarna, voorlopig voor een tijdje, afgemeerd te Washington D.C.
De voortdurende piratenpraktijken van de Barbarijse landen, tegenover de Amerikaanse en Europese handelsschepen, gaf de aanleiding om de USS Congress terug in actieve dienst te plaatsen, in april 1804.
Onder kapitein John Rodgers, vertrok ze vanuit Hampton Roads met deelname met de schepen van het Middellandse Zeevloot Eskader van commodore Samuel Barron. Het fregat kwam in Gibraltar aan op 11 augustus, waar de USS Congress werd ingezet voor uitgevoerde bewakingsdiensten in de Mediterrane wateren, in een periode van 11 maanden.
Ze werd nu onder bevel geplaatst met Stephen Decatur als gezagvoerder, waar ze in november 1804 terugkeerde naar de Verenigde Staten, gelast met het overbrengen van de Tunesische ambassadeur naar de States.
Ze werd daarna weer gewoon opgelegd te Washington D.C. in de loop van 1811.
Na een intensieve grondige herstelling van het fregat, werd ze voortijdig terug in dienst gezet in de herfst van 1811, onder bevel van kapitein John Smith. In het voorjaar van 1812, nog voor de Oorlog van 1812 uitgebroken was, voerde ze verscheidene zeiltochten langs de Oostkust. De USS Congress werd nu ingedeeld in het Smaldeel van commodore Rodgers, met patrouilles in de Noord-Atlantische Oceaan, vanaf juni tot augustus 1812.
Ze maakte haar tweede reis tegen de vijand, in samenwerking met het fregat USS President, waar ze samen uit Boston vertrokken op 8 oktober.
Ze kaapten negen schepen vooraleer ze terug huiswaarts keerden op 31 december 1812.
Op 30 april 1813, koos ze weer zee en kruiste deze keer nabij de Kaapverdische Eilanden en naar de Braziliaanse kust, waar ze vier kleine vijandelijke schepen kaapte. Op 14 december keerde ze terug naar Portsmouth voor herstellingen, en werd daarna opgelegd voor een bepaalde tijdsduur.
Van oktober 1822 tot april 1823, vertrok de USS Congress, onder bevel van kapitein James Biddle, voor de strijd tegen de piraten, in de buurt van West-Indië. Gedurende de tweede helft van 1823, bracht ze ministers van de Verenigde Staten naar Spanje en naar Argentinië.
In 1824 werd de USS Congress weer buiten dienst opgelegd in Norfolk, in de loop van december, wanneer ze werd weggesleept naar Washington D.C. voor reparaties. In november 1829 keerde ze terug naar Norfolk, waar ze dienstdeed als ontvangstschip voor verscheidene jaren, waar ze daarna volledig werd opgelegd.
Door een grondig scheepsonderzoek in 1834 vond men haar ongeschikt om nog verder herstellingen uit te voeren, waarna ze werd afgebroken op de Norfolk Navy Yard door orders van hogerhand van de Amerikaanse marine.

## USS Congress (1799)
- Type: Fregat (zeilschip) – United States Navy
- Gebouwd: 27 maart 1794
- Te water gelaten: 15 augustus 1799
- Geschrapt: 1834
- Gesloopt: Afgebroken in 1834

### Algemene kenmerken
- Waterverplaatsing: 1.266 ton
- Lengte: 164 voet – 50 m
- Breedte: 41 voet – 12,60 m
- Diepgang: 13,3 voet – 4,10 m
- Voortstuwing: Gezeild (drie masten en boegspriet)
- Bemanning: 340 officieren en matrozen

### Bewapening
- 28 x 18-pounder kanonnen met lange loop en kogels van 8 kg
- 20 x 32-pounders carronades met korte loop en kogels van 14,5 kg